# 제2차 인천 상륙 작전
제2차 인천 상륙 작전은 1951년 2월 10일 대한민국 국군 170여 명이 한국 전쟁중인 1·4 후퇴 이후 다시 인민군이 점령하였던 인천시에 상륙하여 재탈환한 전투이다. 애초에는 선더볼트 작전의 일환으로 기만술을 목적으로 입안되었으나 기습 공격으로 인천을 완전히 탈환하였다.

## 배경
1950년 10월 25일 중국공산당의 인민의용군은 항미원조(抗美援朝 - 미국에 대항하여 조선을 돕는다)를 주장하며 한국 전쟁에 참전하였다. 인민의용군의 기습적인 공격으로 대한민국 국군과 유엔군은 남으로 퇴각하지 않을 수 없었고 1951년 1월 4일 서울을 다시 내어줄 수 밖에 없었다. 이를 1·4 후퇴라고 한다. 서울 퇴각 다음 날인 1월 5일 인천 역시 다시 공산측이 점령하였다.
유엔군의 핵심 세력이었던 미군은 전세가 기울었다고 판단하고 공산 진영에 휴전을 제의한다. 미군 지휘부는 내부적으로 금강 방어선이 뚫리면 한반도에서 철수하는 것도 고려하고 있었다. 한편, 상승세를 타고 있던 공산측은 휴전 제의를 거절하였고, 유엔군은 평택 인근에서 저지선을 구축하고 반격을 준비하였다. 이로서 한국 전쟁은 밀고당기는 전선전이 되었다.
유엔군은 휴전 제의가 거절 된 이후 서울 재탈환을 위한 선더볼트 작전을 기획하였고 이를 위해 인천항 탈환 작전을 계획한다. 한편 당시 공산측은 제해권이 없었기 때문에 항만은 계륵과 같은 존재였다.

## 계획

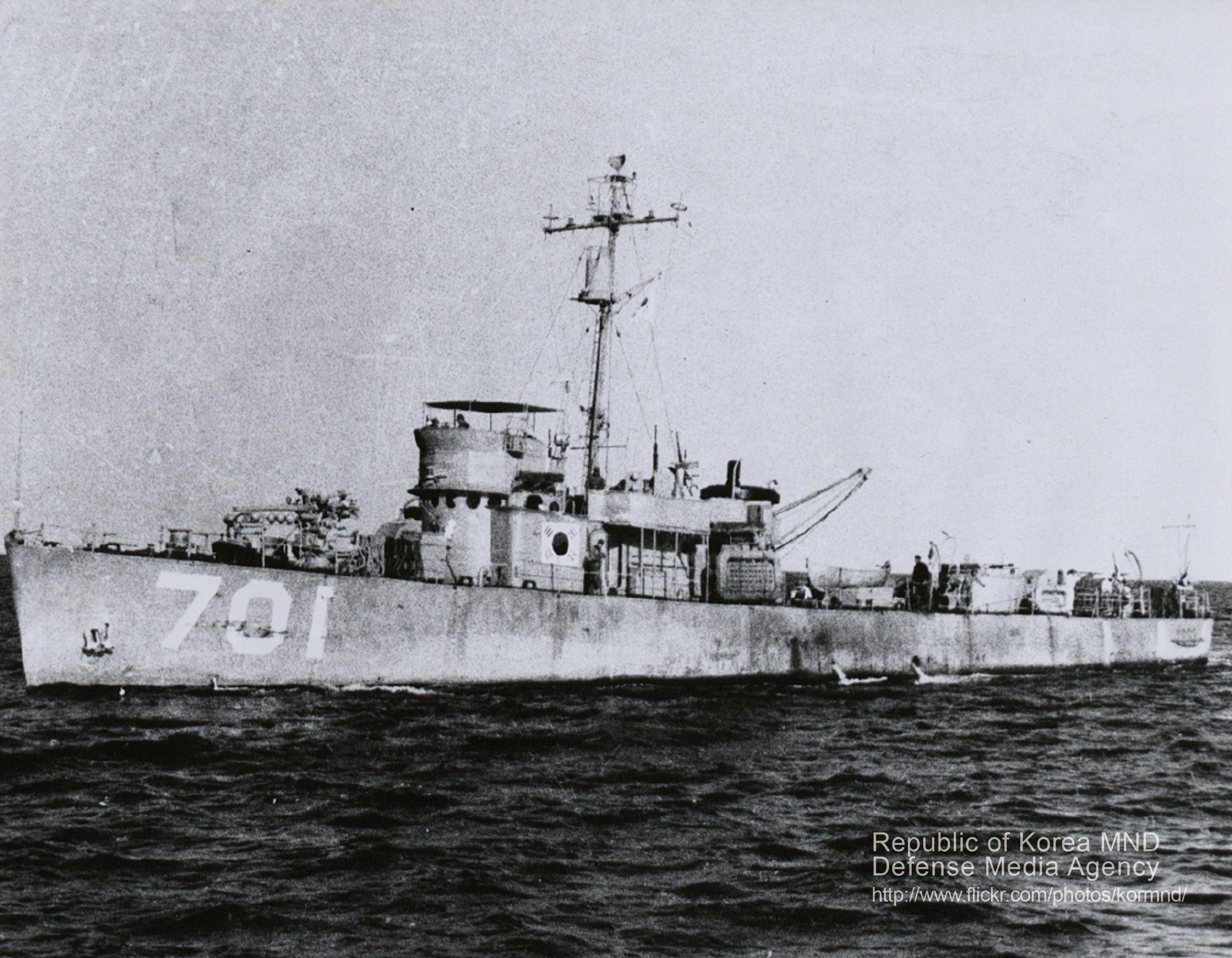
제2차 인천 상륙 작전 당시 해군 기함 PC-701 백두산

당시 인천항 탈환 작전의 책임은 미국 해군 극동사령부의 제95기동부대에게 부여되었다. 부대장 엘런 스미스 제독은 대한민국 해군의 함덕창 대위에게 정찰을 명령하였다. 한국 해군의 정찰 결과 공산측의 방어는 최소한에 그쳤고 국군 단독의 상륙으로 탈환이 가능하다고 판단되었다. 함덕창 대위는 YMS급 소해정 YMS-510정의 정장으로 해안 봉쇄 경비 업무를 맡고 있었다. 그는 공산측이 인천을 점령하고 있던 1월 11일 인천항에 접안하여 피난민 500여명을 태우고 덕적도로 수송하는 등 여러 차례 인천항에 진입한 경력이 있었다.
YMS-510정은 1월 27일 인천항에 기습 상륙하여 포로 2명을 압송해 왔고 그들을 심문하여 공산측의 방어 태세를 점검하고 특공대를 구성하여 상륙작전을 실행할 것을 건의하였다. 엘런 스미스는 이러한 건의를 받아들여 PC-701 백두산을 비롯하여 YMS-510과 JMS급 소해정 JMS-301, JMS-302, JMS-06, JMS-310으로 해군력을 구축하고 수병에서 차출한 73명과 대한민국 해병대 1개 중대로 상륙군을 구성하였다.

## 상륙
당시 해병대 병력은 덕적도를 중심으로 서해 각 도서에 흩어져 있었다. 이 때문에 작전 개시일인 2월 10일까지 제대로 집결할 수 없었다. 작전을 중단할 수도 없는 상황이었기 때문에 급한대로 수병들에서 차출하여 인원을 채웠고 부족한 무기는 캐나다 해군의 구축함에서 보급받았다. 2월 10일 오후 4시30분 상륙군은 팔미도를 출발하여 상륙지점으로 결정된 반석동 해안의 인천기계제작소로 향했다. 이 지역은 인천 상륙작전 당시 레드 해안으로 명명된 곳으로 그 때 상륙작전에 참가하였던 김종기 소령이 지리를 잘 알았기 때문에 선정되었다.

## 전투
2월 10일 오후 6시 지원 함포 사격이 시작되었다. 인천항에 도착한 상륙군은 오후 9시 무렵 인천기상대를 점령하였다. 교전 결과 공산군 측 11명이 죽었고 상륙군은 피해 없었다. 공산측은 함포 사격이 시작되자 인천을 포기하고 이미 퇴각한 뒤였다. 이러한 사실은 안 상륙군은 내친김에 인천시청(오늘날 인천 중구청)도 점령하였다.

## 재탈환
2월 11일 후속 부대가 도착하여 인천의 재탈환이 완료되었다. 이틀 기간의 전투에서 상륙군은 적 사살 82명, 전차 1대와 야포 8문의 전과를 올렸다. 제2차 인천상륙작전은 1·4 후퇴 이후 미군의 철수까지 고려되는 심각한 상황에서 반격의 교두보를 마련하였다. 상륙작전이 종료되자 엘런 스미스 제독은 백두산함을 방문하고 치하하였다.

## 상륙군 지휘관
상륙군의 지휘관은 아래와 같다.
- PC-701 백두산함 함장 소령 노명호
- 덕적도 주둔 부대장 소령 김종기
- YMS-301 정장 대위 박기정
- YMS-302 정장 대위 홍원균
- YMS-306 정장 중위 최병기
- YMS-310 정장 대위 모예진

## 기념
대한민국 해군은 2017년 11월 15일 월미도에 제2차 인천상륙작전 기념비를 세웠다.

## 같이 보기
- 인천 상륙 작전
- 선더볼트 작전

## 참고 문헌
- 6.25 바다의 전우들(초판 1쇄 2013., 3쇄 2013., 세창미디어, 최영섭)
- 6.25전쟁과 한국해군작전(해군본부)